# Villa Salus
Villa Accenti, Ivancich, Revedin, detta "Salus", è una villa veneta di Carpenedo, sobborgo del Comune di Venezia, affacciata al lato orientale del Terraglio.
È nota in quanto sede di un ospedale gestito dalla Congregazione delle Mantellate serve di Maria (da cui la denominazione). Le moderne strutture della clinica sorgono sul retro, mentre la villa vera e propria ospita gli uffici amministrativi e la residenza delle suore.

## Storia
Sul luogo dove oggi sorge villa Salus si trovava una casa padronale con adiacenza sin dal 1590, come risulta da una mappa dell'epoca. Il complesso era già allora proprietà degli Accenti e a questi rimase sino al tardo Settecento, quando successero gli Ivancich.
Divenuta più tardi dei conti Revedin, è passata alle Mantellate nel secondo dopoguerra.

## Descrizione
L'odierno aspetto della villa è chiaramente ottocentesco e si articola nel palazzo padronale e nelle due ali porticate laterali, più arretrate.
Il palazzo presenta la tipica struttura delle residenze di campagna veneziane, anche se gli interni sono stati alterati durante l'allestimento dell'ospedale. Nella facciata si nota il classico schema a tre partiti: quello centrale (corrispondente un tempo al salone passante) è sottolineato da polifore, gli altri, ben distanziati, sono più semplici.
A questa tripartizione verticale si sovrappone a una tripartizione orizzontale corrispondente ai tre livelli. Al piano terra le aperture, compreso il portale, sono architravate. Al piano nobile presentano profili ad arco, con davanzali sporgenti e coronate da tratti di cornice modanata; fra tutte spicca la trifora centrale con colonne pseudo-ioniche, aperta su un balconcino con ringhiera in ferro. In corrispondenza del sottotetto, delimitato sotto da una marcapiano in pietra modanata e sopra da un cornicione dentellato, si trovano delle finestrelle rettangolari.
Lo schema è ripetuto nella facciata retrostante, che si distingue da quella principale per l'assenza di un particolare frontone a conclusione del tutto: è costituito da una sorta di attico con volute ai lati, coronato da un timpano triangolare.